# Notes of a Military Reconnoissance
Notes of a Military Reconnoissance (abreviado Notes Milit. Reconn.) es un libro ilustrado con descripciones botánicas que fue escrito por el oficial del Ejército de Estados Unidos, agrimensor de Texas y botánico, William Hemsley Emory. Fue publicado en el año 1848, con el nombre de Notes of a Military Reconnoissance, from Fort Leavenworth, in Missouri, to San Diego, in California, including Part of Arkansas, de Norte, and Gila Rivers. By Lieut. Col. W. H. Emory. Made in 1846-7, with the Advance Guard of the "Army of the West." Washington, D.C.